# Orphinus jurciceki
Orphinus jurcickei – gatunek chrząszcza z rodziny skórnikowatych i podrodziny Megatominae.
Gatunek ten opisany został w 2013 roku przez Jiříego Hávę na podstawie kilkunastu okazów odłowionych w latach 1997–1998. Jako miejsce typowe wskazano Kampong Dong w Malezji. Epitet gatunkowy nadano na cześć Josefa Jurčíčka, czeskiego koleopterologa.
Chrząszcz o owalnym ciele długości 2,1 mm i szerokości 1,3 mm. Podstawowe ubarwienie ciała jest ciemnobrązowe do czarnego. Delikatnie punktowaną głowę porastają długie, sterczące włoski o żółtawej barwie. Oczy złożone są bardzo duże, brązowawo owłosione. Żółtawobrązowe czułki buduje jedenaście członów, z których trzy ostatnie formują buławkę. Głaszczki są brązowe. Przedplecze jest pomarańczowoczerwone z czarnym dyskiem i długim, żółtym owłosieniem. Powierzchnia przedplecza jest delikatnie punktowana, a w tyle też gęsto dołkowana. Trójkątna tarczka ma owłosienie jasnobrązowe i krótkie. Na ciemnobrązowych pokrywach występuje para pomarańczowoczerwonych plam poprzecznych, nieosiągających szwu, oraz pomarańczowoczerwona plama wspólna, zajmująca cały ich wierzchołek. Powierzchnia pokryw jest gęsto dołkowana, porośnięta włoskami żółtymi i brązowymi. Owłosienie pygidium jest brązowe, natomiast sternitów odwłoka żółte.
Owad orientalny, endemiczny dla Malezji, znany tylko gór Benom.